# Ahse nördlich Lohne
Koordinaten: 51° 35′ 51″ N, 8° 11′ 14″ O

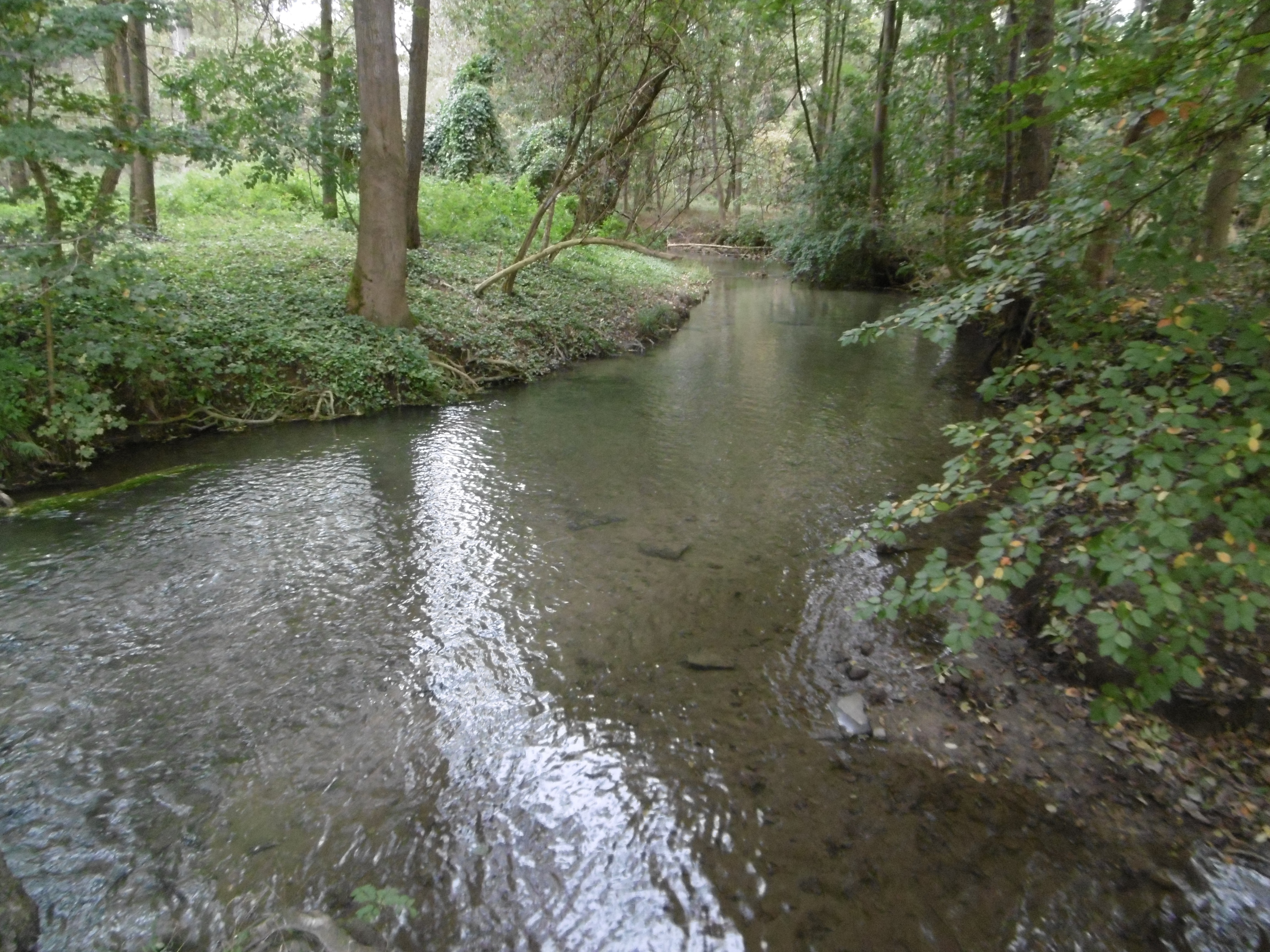
Ahse im Naturschutzgebiet Ahse nördlich Lohne

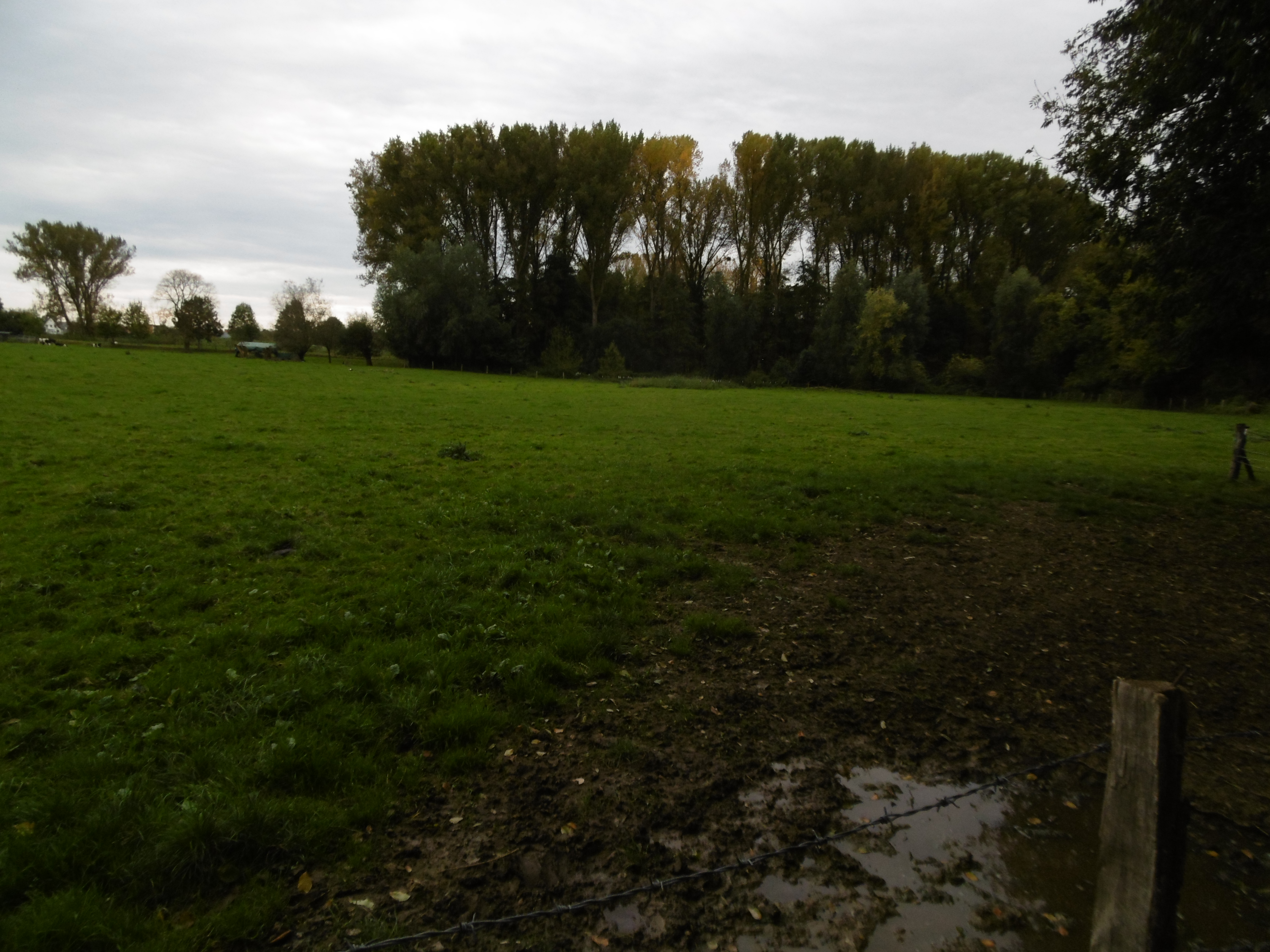
Grünlandbereich mit Waldrand am Südostrand

Das Naturschutzgebiet Ahse nördlich Lohne liegt auf dem Gebiet der Gemeinde Bad Sassendorf im Kreis Soest in Nordrhein-Westfalen. Das 1999 per Verordnung der Bezirksregierung Arnsberg ausgewiesene Naturschutzgebiet (NSG) hat eine Flächengrößer von  36,88 ha und hat die Schlüsselnummer SO-027. 2017 erfolgte die erneute Ausweisung als NSG. Es erstreckt sich nördlich direkt anschließend an Lohne, einen Ortsteil von Bad Sassendorf. Durch das Gebiet fließt die Ahse, ein linksseitiger Nebenfluss der Lippe. Direkt an der Nordgrenze verläuft die  Bahnstrecke Hamm–Warburg. 

## Beschreibung
Außer der Bebauung von Lohne im Süden grenzen meist landwirtschaftliche Flächen an das NSG. Nur im Nordosten grenzt der Gutshof Loerbrockshof direkt an. Die Ahse ist im NSG mit Steilufern, Kiesbänken, Totholz und Kolken naturnah ausgebildet. Ferner mäandriert der Fluss im Schutzgebiet leicht. Am Flusslauf gibt es bis auf den Bereich nördlich des Loerbrockshofes beidseitig Ufergehölz mit Silber-Weiden, Gemeine Eschen und vereinzelt Flatterulmen. Nördlich des Loerbrockshofes stehen westseitig Kopfweiden. Der Bach durchfließt zwei Feldgehölze, deren Baumschicht überwiegend von Bastard-Schwarz-Pappeln und niedrigwüchsigeren Schwarz-Erlen aufgebaut wird. In der Strauch- und Krautschicht dominieren Echtes Mädesüß, Schwarzer Holunder, Große Brennnessel, Brombeere und der aus Nordamerika stammenden Riesen-Goldrute. Im südlicheren Wäldchen befindet sich eine Eschenpflanzung, in deren Krautschicht Feuchtezeiger wie Sumpf-Segge, Rasen-Schmiele und Wald-Simse vorhanden sind. Die Offenlandbereiche nördlich von Lohne werden überwiegend als Fettweiden und vereinzelt als Acker genutzt. Kleinere Grünlandparzellen auf Höhe des Loerbrockshofes sind brach gefallen. Nördlich davon reichen Ackerflächen direkt an den Bach heran. 
In dem naturnahen Tal befinden sich eine ganze Reihe schutzwürdiger Pflanzengesellschaften. Es kommen im Gebiet Pflanzenarten wie Gewöhnlicher Wasserdost, Himbeere, Kohldistel, Schilfrohr, Stumpfblättriger Ampfer, und Sumpf-Schwertlilie, Sumpf-Vergissmeinnicht, Sumpf-Wasserstern, Weissdorn, Wiesen-Lieschgras und Zaun-Wicke vor. In und an der Ahse kommen Eisvogel, Bachforelle und Bachneunauge vor.

## Bedeutung
Die Ausweisung erfolgte „zur Erhaltung, Wiederherstellung und Entwicklung eines strukturreichen, weitgehend unbefestigten, naturnah ausgebildeten Karstquellbaches mit Steilufern, Kiesbänken, Totholz, Kolken und einem beidseitigen Ufergehölz aus Weiden, Eschen, und vereinzelten genutzten, durch Feldgehölze und Baumreihen gegliederten Aue und deren charakteristischen Lebensgemeinschaften wildlebender Tier- und Pflanzenarten. In ihrer natürlichen Vergesellschaftung sind insbesondere zu schützen: schutzwürdige und gefährdete Feldgehölze, schutzwürdige Kopfbaumreihe, schutzwürdiges Weiden-Ufergehölz, schutzwürdige und gefährdete Fließgewässer, mit den Arten Eisvogel, Bachforelle, Bachneunauge und Groppe.“ Ferner „aus wissenschaftlichen, naturgeschichtlichen, landeskundlichen und erdgeschichtlichen Gründen.“ Und außerdem „wegen der Seltenheit, besonderen Eigenart und der hervorragenden Schönheit des Gebietes.“
Die Ausweisung 2017 legt als langfristiges Ziel fest: „Das über die Geltungsdauer dieser Verordnung hinausgehende langfristige Ziel ist es, diesen Biotopkomplex in seiner Vielfalt zu erhalten und durch geeignete Maßnahmen, wie der naturnahen Gestaltung der Ahse, der Umwandlung der Feldgehölze in standortgerechte Waldgesellschaften und der Erhöhung des Grünlandanteils in seiner ökologischen Funktion zu stärken und zu verbessern.“
Das Biotopkataster Nordrhein-Westfalen vom Landesamt für Natur, Umwelt und Verbraucherschutz Nordrhein-Westfalen dokumentiert zum Wert: „Die besondere Bedeutung dieses Gebietes ist in der naturnahen Entwicklung der Ahse und der hohen strukturellen Vielfalt in der Aue begründet. Das Gebiet besitzt eine wichtige Funktion als Vernetzungsbiotop. Hauptentwicklungsziel ist es, diesen Biotopkomplex in seiner Vielfalt zu erhalten und durch geeignete Maßnahmen, wie der naturnahen Gestaltung der Ahse, der Umwandlung der Feldgehölze in standortgerechte Waldgesellschaften und der Erhöhung des Grünlandanteils in seiner ökologischen Funktion zu stärken und zu verbessern.“
Das Biotopkataster dokumentiert als Schutzziel: „Erhalt der gesamten strukturellen Vielfalt eines Biotopkomplexes sowie Aufwertung und Verbesserung der Funktion einzelner Biotoptypen.“